# Sozinhos em Casa
Sozinhos em Casa é uma série televisiva produzida em 1993 na RTP baseada na série norte-americana The Odd Couple de 1970. Realizado por Fernando Ávila. A série foi transmitida entre 15 de Setembro de 1993 e 25 de setembro de 1994, composta por 52 episódios.

## Sinopse
"Dois homens completamente diferentes vão viver Sozinhos em Casa e tudo pode acontecer."
A narração presente no genérico inicial dá-nos o mote de partida para esta Série:"No dia 12 de Março, ao meio-dia e quarenta e cinco a mulher de Félix Barata convidou-o, amavelmente, o marido a fazer as malas e sair de casa. Félix partiu optimista, seria apenas uma tempestade passageira por isso pediu abrigo temporário ao seu amigo Oscar Ventura. Oscar vivia só alguns anos antes também sua mulher o tinha deixado pedindo encarecidamente para nunca a procurar. Será que dois divorciados podem viver Sozinhos em Casa?"
Os problemas da serie centram-se nos estilos dispares que existem entre os dois amigos. Óscar é um desarrumado inveterado para além de um desenrascado nato ao ponto de lavar as peúgas na banca da cozinha e deixa-las a secar na porta do congelador. Óscar trabalha como Jornalista Desportivo, e goza de modesto mas reconhecido sucesso. O seu quarto é o ambiente que melhor o descreve: a sua cama guarda: sanduiches, sapatos, jornais, e até um telefone. Já Félix é um maníaco das limpezas, hipocondríaco ás da cozinha, detentor de uma sinusite tão forte que parece um ganso. Trabalha como fotografo particular o que lhe permite conhecer algumas personalidades de renome, e mais do que uma vez trabalhou em parceria com o amigo para artigos. Uma outra divisão centra-se no facto de Óscar aproveitar a vida de divorciado ao passo que Félix recorre a extremos para reconquistar a sua mulher "Gloria". 
Quando dois amigos tão poucos parecidos como Óscar Ventura (Henrique Viana) e Félix Barata (Miguel Guilherme) vivem juntos...

## Elenco principal
- Henrique Viana - Óscar Ventura

- Miguel Guilherme - Félix Barata[2]

## Elenco secundário
- António Assunção - Nunes (Agente Nunes)
- Luzia Paramés - Glória

## Atores Convidados
- Camacho Costa
- Canto e Castro
- Cucha Carvalheiro
- Fernanda Montemor
- Isabel Wolmar[3]
- João Lagarto
- Lia Gama
- Lídia Franco
- Luís Aleluia
- Manuel Cavaco
- Margarida Reis
- Maria de Lima
- Maria Henrique
- Maria José Paschoal
- Marques D'Arede
- Sofia Sá da Bandeira
- Vítor Norte
- Jorge Sousa Costa

## Ficha Técnica
- Adaptação: Mário Zambujal, Virgílio Castelo e Carlos Cruz
- Produção: José Manuel Rodrigues, Cila do Carmo
- Produtor Associado: Virgílio Castelo
- Realização: Fernando Ávila[2]